# كارنوتا
بلدية كارنوتا (بالإسبانية: Carnota)‏، هي إحدى بلديات مقاطعة لا كرونيا إحدى مقاطعات إسبانيا، و التي تقع في منطقة جليقية شمال غرب إسبانيا.
يبلغ عدد سكانها 5.510 نسمة وفقاً لإحصائية سنة (2002).